# Rödöns tingslag
Rödöns tingslag var ett tingslag i Jämtlands län i Jämtland.
Rödöns tingslag bildades 1741. Tingslaget upphörde den 1 september 1912 då verksamheten överfördes till Lits och Rödöns tingslag. 
Tingslaget ingick till 1812 i Jämtlands domsaga, mellan 1812 och 1879 i Norra Jämtlands domsaga och från 1879 i Jämtlands norra domsaga.   

## Socknar
Rödöns omfattade fyra socknar.
- Aspås socken
- Näskotts socken
- Rödöns socken
- Ås socken